# 北村歳治
北村 歳治（きたむら としはる、1943年10月17日 - )は、日本の財務官僚、経済学者。早稲田大学教授などを務める。山梨県出身。

## 経歴
山梨県中巨摩郡鏡中條（現・南アルプス市）、酒造業北酒屋（酒銘は「若柳」、当主は代々荻衛門を襲名）の11代目として生まれる（その一族には、明治時代に北海道開拓の先駆となった北村三兄弟がいる）。元大蔵官僚、退官後は早稲田大学教授（2014年名誉教授）。この間、ウズベキスタンをはじめとする中央アジアと東南アジアに対する支援、及び、（国際会計監査問題に係る）公益監視委員会（PIOB）における国際活動。

### 学歴
- 1969年：東京大学経済学部経済学科  卒業
- 1973年：オックスフォード大学大学院 M. Phil. in Economics（旧 B. Phil. in Economics） 修了

### 職歴
- 1969年：大蔵省（現・財務省）入省（理財局資金課）。
- 1970年：国際金融局国際機構課。
- 1971年：大臣官房付（オックスフォード大学留学）。
- 1973年：主税局国際租税課租税協定係長[3]。
- 1974年：室蘭税務署長。
- 1975年：国際金融局国際機構課長補佐。
- 1976年：国際金融局総務課長補佐（企画調整・渉外）心得[4]。
- 1977年：国際通貨基金（IMF）エコノミスト。
- 1980年：主計局主計官補佐（総理府第一係主査）。
- 1983年：銀行局銀行課長補佐。
- 1984年：大臣官房企画官 兼 銀行局総務課長。
- 1985年：大臣官房企画官 兼 国際金融局総務課。
- 1986年：関東財務局理財部長。
- 1988年：大臣官房参事官（大臣官房調査企画課担当）。
- 1990年：銀行局保険部保険第一課長。
- 1992年：銀行局銀行課長。
- 1993年：銀行局総務課長。
- 1994年：横浜税関長。
- 1995年：大臣官房審議官（国際金融局担当）。
- 1996年：財政金融研究所次長。
- 1999年：早稲田大学教授（国際情報通信研究科･国際学術院アジア太平洋研究科）。

なお、2016年春に瑞宝中綬章を授与される。

### 行政・教育研究等
北村の教育・研究は、いずれも30年余の政府・国際機関等の実務を基盤にしている。基本となる専攻分野は、銀行・証券・保険・国際金融を中心とする金融経済学だが、派生的に先進・新興国経済論（イスラーム諸国を含む）、市場移行国経済論、貿易論に及んだ。
実務と教育・研究の橋渡しとなったのは、1996年以降の大蔵省財政金融研究所（現財務省財務総合政策研究所）とウズベキスタン金融財政アカデミーの経験である。
その後、大蔵省から早稲田大学に移動、政策支援と教育活動の延長として、イスラム金融の分野に立ち入るとともに、IOSCO（証券監督者国際機構）等の要請を受け国際委員会（公益監視委員会、PIOB）活動を通じて、企業監査を中心とする企業ガバナンスの分野にも関心を拡げてきた。

#### 法令整備・施行関連
- 1974年：国際租税条約締結（スペイン等）
- 1976年：「国際通貨基金協定」（変動為替レートを前提とした第二次改正＜全面改正＞）
- 1983年：「銀行法」全面改正（昭和56年）の施行（新銀行法の下で銀行による国債等の証券業務の開始）
- 1989年：「外国為替及び外国貿易管理法」（現「外国為替及び外国貿易法」の対内直接投資関連の改正の体勢整備）
- 1990年：「保険業法」全面改正の体勢整備（生保・損保等の相互参入、保険会社の健全性確保を目指した保険審議会の運営）
- 1992年：「金融制度改革関連法」に拠る銀行法の改正の施行（業態別子会社による銀行・証券・保険への相互参入等）

#### 教育・研究
- 1996年-1999年：大蔵省財政金融研究所（現財務省財務総合政策研究所）
- 2000年-2014年：早稲田大学大学院 （金融経済学、国際経済論、市場移行国経済論、イスラム金融論、企業監査論）
- 2003年-2014年：早稲田大学 イスラム科学研究所所長、2014年-2018年：同顧問 （早稲田大学総合研究機構プロジェクト研究所）（ 及び  ）

イスラム科学研究所
なお、 早稲田大学（前日本学術振興会カイロ研究連絡センター長）の長谷川奏 客員教授と協力して、科学研究費（基盤研究A）：「先端的な科学技術を視点としたイスラム問題の系譜的かつ広域的な研究と将来の展望」（2006～2009年度）、及び、科学研究費（基盤研究A）：「科学および地域の史的観点に立つイスラム問題の比較分析－中東と東南・中央アジア－」（2010～2013年度）

#### 学外兼職 ＜非常勤＞
- 1996年：ウズベキスタン金融財政アカデミー（Banking & Finance Academy of the Republic of Uzbekistan、BFA）副院長、2002年：同アカデミー名誉教授（Honorary Professor）、及び、同アカデミー顧問
- 1999年-2005年日本政策投資銀行：理事
- 2000年：財務省財務総合政策研究所特別研究官
- 2014年：同上席客員研究員

### 国際活動
- 1977年-1980年：国際通貨基金（IMF）の財政局（Fiscal Affairs Department, FAD）のエコノミストとして、アジア、中東、アフリカ諸国の経済調査と金融支援。
- 1986年：アイゼンハワー交流フェロー　（Eisenhower Fellowships, EF）として各国リーダー等との交流 。
- 1995年-1996年：バブル破たん後の日本の金融状況と対策について国際機関及び主要国の関係者と討議するとともに、WTO金融サービス交渉の日本代表。また、「10ヵ国財務大臣・中央銀行総裁会議 (Group of Ten）」 に対する報告書（The Resolution of Sovereign Liquidity Crisis）のワーキンググループの日本メンバー[7]。
- 1996年：ウズベキスタン財政金融アカデミー（BFA）の設立と運営の支援。大蔵省退官後も同アカデミーの支援継続。2003年にウズベキスタン政府から友好勲章（Order Dustlik）を授与される[8]。
- 2001年以降：中央アジアに加えて、東南アジア、中東のイスラーム地域との間で、OECD（経済協力開発機構）やEBRD（欧州復興開発銀行）の関連部局等と提携し、イスラム金融その他イスラーム地域からの情報発信等に対する支援[9]。
- 2001年：IMFの委託により、太平洋島嶼国家（Pacific Island Countries）に対する国際機関の経済支援に関する調査団（Alan Wright をヘッドとするIMFのStrategic Review Mission）のメンバー[10]。
- 2007年-2014年：（国際会計監査問題に係る）公益監視委員会 (Public Interest Oversight Board、PIOB。本部はスペインのマドリード) のボードメンバー。PIOBは、国際会計士連盟（International Federation of Accountants、IFAC）による基準設定活動を公益的な観点から監視する機関であり、国際会計監査問題に係る主要な国際機関をモニタリング・グループとしている（証券監督者国際機構＜IOSCO＞、バーゼル銀行監督委員会＜BCBS＞、金融安定委員会＜FSB＞等）[11]。

## 著書等

### 著書
- 『現代のイスラム金融』（吉田悦章と共著）（日経BP、2008年　ISBN 978-4-8222-4710-2 ）
- 『中央アジア経済―市場移行国の課題―』（単著）（東洋経済新報、1999年　ISBN 4-492-44248-0 ）
- 『オリエンタル･トレード―悠久たる東アジア貿易の系譜―』（単著）（日本関税協会、1997年　ISBN 4-88895-195-0 ）

### 論文
(いずれも単著）
- Two shock waves－Reflections on international accounting and auditing in the early 21st century－  Public Interest Oversight Board, August 2016[12]

- 「監査を巡る国際論議―会計監査に舞台を支える公益監視委員会(PIOB)のインフラ活動」 日本公認会計士協会『会計・監査ジャーナル』特別寄稿（2015年3月号～6月号）[13]

- 北村歳治「近年における金融分野の基調的な変化 -回顧 : 2000年を前後する最近の20年間における日米欧の金融監督・規制と金融政策の変化に関する比較分析-」『アジア太平洋討究』第23巻、早稲田大学アジア太平洋研究センター、2014年6月、7-57頁、CRID 1050282677458970496、hdl:2065/44144、ISSN 1347-149X。
- 北村歳治「中国におけるイスラム化の特異性に関する考察」『アジア太平洋討究』第21巻、早稲田大学アジア太平洋研究センター、2013年8月、51-86頁、CRID 1050001202469432832、hdl:2065/39824、ISSN 1347-149X。
- 北村歳治「東南アジアの非イスラム地域におけるイスラム -東南アジア及び北東アジアのイスラム化とタイ及びベトナム等の交易圏の歴史的・地理的概観並びにその考察-」『アジア太平洋討究』第18巻、早稲田大学アジア太平洋研究センター、2012年3月、11-65頁、CRID 1050282677478765312、hdl:2065/36012、ISSN 1347-149X。
- 北村歳治「冷戦の崩壊から20年をへた移行国経済」『アジア太平洋討究』第15巻、早稲田大学アジア太平洋研究センター、2010年10月、53-110頁、CRID 1050001202509476608、hdl:2065/31787、ISSN 1347-149X。
- 北村歳治「ネット金融サービスとその担い手」『GITS/GITI Research Bulletin』第2006-2007巻、早稲田大学大学院国際情報通信研究科国際情報通信研究センター、2007年7月、171-186頁、CRID 1050282677438993024、hdl:2065/51650。
- 北村歳治「市場利子率 (金利) の機能分析 -1990年代以降の金利問題の概観とその特徴-」『GITS/GITI Research Bulletin』第2005-2006巻、早稲田大学大学院国際情報通信研究科国際情報通信研究センター、2006年7月、239-259頁、CRID 1050282677499350656、hdl:2065/51649。

### 学会発表
- 変動為替レートの功罪（日本金融学会発表）2001. 5　慶応大学[14]

- 市場移行国の金融問題―中央アジアを中心に―（日本金融学会発表）2001. 9　福島大学[15]

- 現代のイスラム金融批判と利子概念（日本金融学会発表）2008. 9　広島大学[16]

その他の論文、内外の報告書、国際活動等については、「早稲田大学レポジトリー」の検索欄に　北村歳治　あるいは　Kitamura Toshiharu　を入力すれば検索が可能。
また、その他の諸ペーパー等については、国立国会図書館の「簡易検索」のキーワードに北村歳治を入力すれば検索が可能。
経済産業研究所（RIETI）におけるイスラム金融の講演（2009年1月）については、次のサイトを参照。
日本証券経済研究所における国際監査基準問題の講演（2009年7月）については、次のサイトを参照。